# 22563 Сіньван
22563 Сіньван (22563 Xinwang) — астероїд головного поясу, відкритий 18 квітня 1998 року.
Тіссеранів параметр щодо Юпітера — 3,582.
Названо на честь призера конкурсу Intel Science Talent Search Ван Сіня.